# Binuangan

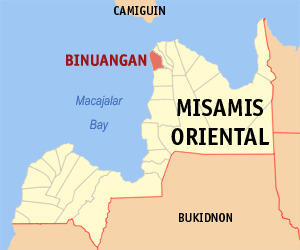
Bản đồ Misamis Oriental với vị trí của Binuangan

Binuangan là một đô thị hạng 6 ở tỉnh Misamis Oriental, Philippines. Theo điều tra dân số năm 2000 của Philipin, đô thị này có dân số 5.924 người trong 1.155 hộ.

## Các đơn vị hành chính
Binuangan được chia ra 8 barangay.
- Dampias
- Kitamban
- Kitambis
- Mabini
- Mosangot
- Nabataan
- Poblacion
- Valdeconcha